# Bátmonostor
Bátmonostor is een plaats (község) en gemeente in het Hongaarse comitaat Bács-Kiskun. Bátmonostor telt 1703 inwoners (2005).